# Titularbistum Macriana Minor
Macriana Minor (ital.: Macriana Minore) ist ein Titularbistum der römisch-katholischen Kirche.
Es geht zurück auf einen antiken Bischofssitz in der gleichnamigen Stadt, die sich in der römischen Provinz Byzacena bzw. Africa proconsularis in der Sahelregion von Tunesien befand.
| Titularbischöfe von Macriana Minor |                             |                                                                 |                   |                   |
| Nr.                                | Name                        | Amt                                                             | von               | bis               |
| 1                                  | Adrien-Edmond-Maurice Gand  | Koadjutorbischof von Lille (Frankreich)                         | 19. Mai 1964      | 7. März 1968      |
| 2                                  | Artemio G. Casas            | Weihbischof in Manila (Philippinen)                             | 4. September 1968 | 11. Mai 1974      |
| 3                                  | Joel Ivo Catapan SVD        | Weihbischof in São Paulo (Brasilien)                            | 11. Dezember 1974 | 1. Mai 1999       |
| 4                                  | John Ribat MSC              | Weihbischof in Bereina (Papua-Neuguinea)                        | 30. Oktober 2000  | 12. Februar 2002  |
| 5                                  | Karl-Heinz Wiesemann        | Weihbischof in Paderborn (Deutschland)                          | 4. Juli 2002      | 19. Dezember 2007 |
| 6                                  | Renauld de Dinechin         | Weihbischof in Paris (Frankreich)                               | 21. Mai 2008      | 30. Oktober 2015  |
| 7                                  | Aparecido Donizete de Souza | Weihbischof in Porto Alegre Weihbischof in Cascavel (Brasilien) | 30. Dezember 2015 |                   |